# Fanum de Mouzon
Le fanum de Mouzon est un fanum situé à Mouzon (Ardennes, en France. Le site a été utilisé comme sanctuaire de la fin de la période gauloise au Bas-Empire.

## Description
Les recherches effectuées sur ce site ont permis de l'identifier comme un lieu de culte et de distinguer quatre sanctuaires successifs : l'un, marqué par des trous de poteaux, antérieur à la conquête romaine et attribué aux Trévires, le second entre la conquête et le règne d'Auguste, toujours avec la population locale issue des Trévires, le troisième, construit sous la domination des Rèmes, avec une enceinte entourant une petite cella, une chambre pour les divinités, deux dallages en couronne, et un pavage de grosses dalles, enfin un quatrième sanctuaire gallo-romain de la deuxième moitié du Ier siècle, avec un dallage rectangulaire autour du temple, raccordé aux pavements précédents, et un péribole à colonnes ioniques. Cette continuité historique dans l'utilisation de ce site, avec ces constructions et ses aménagements successifs, sont une des caractéristiques de ce lieu, de cette clairière en hauteur, dominant les alentours et la vallée de la Meuse,.
Une structure métallique a été mise en place permettant d'examiner le site à quelques mètres de hauteur et de couvrir en partie le terrain. Quelques panneaux donnent des indications. Mais l'endroit, après plusieurs années de recherche, semble aujourd'hui un peu abandonné et moins entretenu.

## Localisation
Le fanum est situé dans le bois des Flaviers, sur le territoire de la commune de Mouzon. Le site est à 3 kilomètres au sud-est du village, via la D964 dans la direction de Inor, sur une hauteur boisée dominant la vallée de la Meuse. On y accède par un Chemin vicinal. Il est dans le département des Ardennes, à la limite entre ce département des Ardennes et celui de la Meuse.

## Historique
En 1966, un enfant habitant Mouzon, à la recherche de champignons dans les sous-bois, trouve sur ce site des tessons de poterie puis un vase qu'il montre à son instituteur. Cette découverte déclenche un sondage du terrain puis l'autorisation de fouilles menées de façon scientifiques, reconduites et approfondies d'année en année.
En 1970, la mise au jour de la cella permet de comprendre la nature des constructions. Et la même année, des ex-voto assez singuliers (des armes en miniature, boucliers, fers de lances, épée) sont découverts en grand nombre, datant du Ier siècle av. J.-C., renforçant l'intérêt du site et l'interprétation donnée.
Les fouilles se sont poursuivies dans les années 1970 et 1980, mettant en exergue les différents strates de construction et la continuité de l'usage du site comme sanctuaire, de la fin de l'époque gauloise jusqu'au Bas-Empire. L'édifice est classé au titre des monuments historiques en 1980.